# Roverè della Luna
Roverè della Luna är en ort och kommun i provinsen Trento i regionen Trentino-Sydtyrolen i Italien. Kommunen hade 1 680 invånare (2018).